# Arraso
Arraso est un village de la province de Huesca, situé à une douzaine de kilomètres au sud de la ville de Sabiñánigo. Il comptait 82 habitants en 1842, et a connu au XXe siècle un fort exode rural ; il n'en compte plus que 6 aujourd'hui.